# Varreddes
Varreddes est une commune française située dans le département de Seine-et-Marne en région Île-de-France.

## Géographie

### Localisation

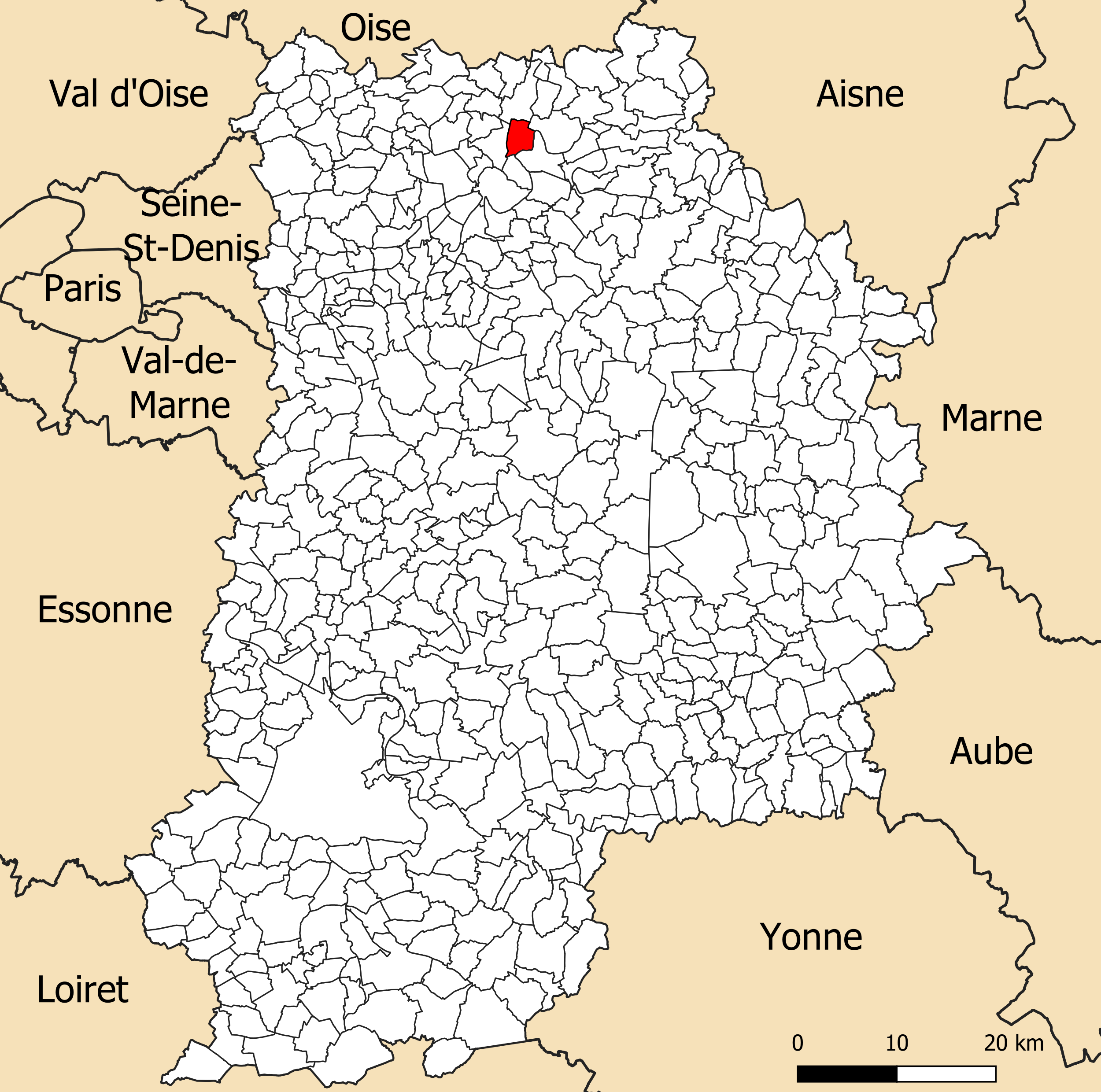
Localisation de la commune de Varreddes dans le département de Seine-et-Marne.

La commune est située au nord du département de Seine-et-Marne dans la grande couronne de la région Île-de-France, à environ 7,4 kilomètres au nord  de Meaux.
À proximité des communes de Germigny-l'Évêque (commune de Bossuet, avec laquelle elle partage certaines infrastructures), Congis-sur-Thérouanne et Chambry, Varreddes est situé à 7 km au nord-est de Meaux, sous-préfecture de Seine-et-Marne. Pour s'y rendre, il faut emprunter la route départementale 405 en direction de Soissons, celle-ci passant devant le Mémorial américain de Meaux (La Liberté éplorée, autrement appelé « monument de Varreddes »), cadre du Musée de la Grande Guerre du pays de Meaux. Ces villages, avec Barcy, constituent en effet une des limites de la bataille de la Marne, Meaux étant la dernière grande ville à prendre avant de marcher sur Paris.
Le sentier de grande randonnée GR1B passe dans la commune.

### Communes limitrophes
Les communes limitrophes sont Chambry, Congis-sur-Thérouanne, Étrépilly, Germigny-l'Évêque et Poincy.
|         | Étrépilly | Congis-sur-Thérouanne |
| Chambry | Varreddes | Germigny-l'Évêque     |
|         | Poincy    |                       |

### Géologie et relief
L'altitude varie de 53 mètres à 122 mètres pour le point le plus haut, le centre du bourg se situant à environ 51 mètres d'altitude (mairie)
.

### Hydrographie

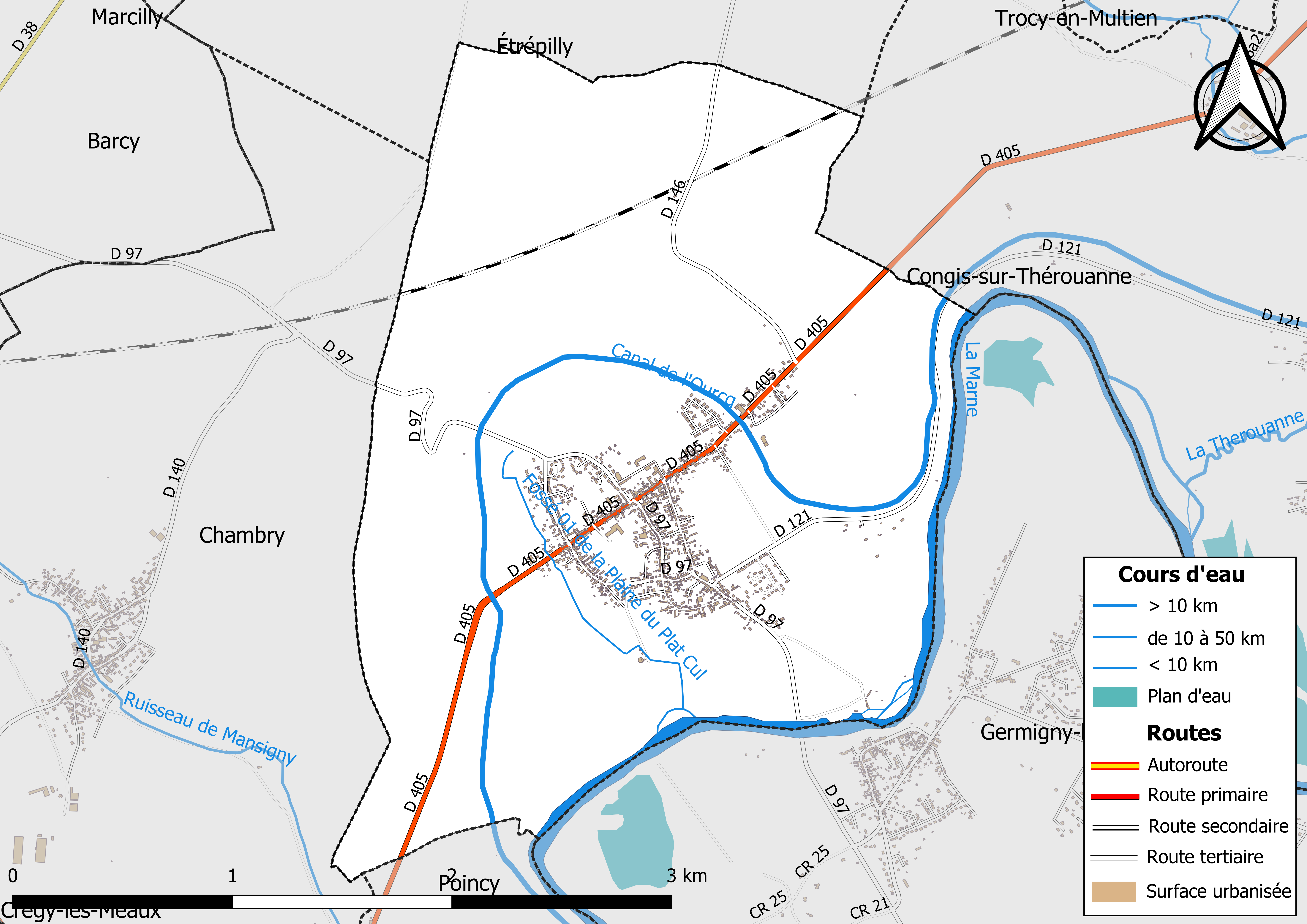
Carte des réseaux hydrographique et routier de Varreddes.

Le réseau hydrographique de la commune se compose de huit cours d'eau référencés :
- la rivière la Marne, longue de 514,26 km[2], principal affluent de la Seine, ainsi que :
  - un bras[3] de 0,21 km[4] ;
  - un bras[3] de 0,25 km[5] ;
  - un bras[3] de 0,35 km[6] ;
  - un bras de 0,36 km[7] ;
  - un bras de 0,38 km[8] ;
    - le fossé 01 de la Plaine du Plat Cul, 1,71 km[9], qui conflue avec la Marne ;
- le canal de l'Ourcq[10]. Une boucle contourne le territoire de la commune par le nord rejoignant de part et d'autre au sud la Marne, où se situe l'île aux Bœufs.

La longueur totale des cours d'eau sur la commune est de 11,38 km.

### Climat
Pour des articles plus généraux, voir Climat de l'Île-de-France et Climat de Seine-et-Marne.
En 2010, le climat de la commune est de type climat océanique dégradé des plaines du Centre et du Nord, selon une étude du CNRS s'appuyant sur une série de données couvrant la période 1971-2000. En 2020, Météo-France publie une typologie des climats de la France métropolitaine dans laquelle la commune est exposée à un climat océanique altéré et est dans la région climatique Nord-est du bassin Parisien, caractérisée par un ensoleillement médiocre, une pluviométrie moyenne régulièrement répartie au cours de l’année et un hiver froid (3 °C).
Pour la période 1971-2000, la température annuelle moyenne est de 11 °C, avec une amplitude thermique annuelle de 15,1 °C. Le cumul annuel moyen de précipitations est de 716 mm, avec 11,1 jours de précipitations en janvier et 7,7 jours en juillet. Pour la période 1991-2020, la température moyenne annuelle observée sur la station météorologique la plus proche, située sur la commune de Changis-sur-Marne à 8 km à vol d'oiseau, est de 11,9 °C et le cumul annuel moyen de précipitations est de 710,1 mm,. Pour l'avenir, les paramètres climatiques de la commune estimés pour 2050 selon différents scénarios d'émission de gaz à effet de serre sont consultables sur un site dédié publié par Météo-France en novembre 2022.

### Milieux naturels et biodiversité

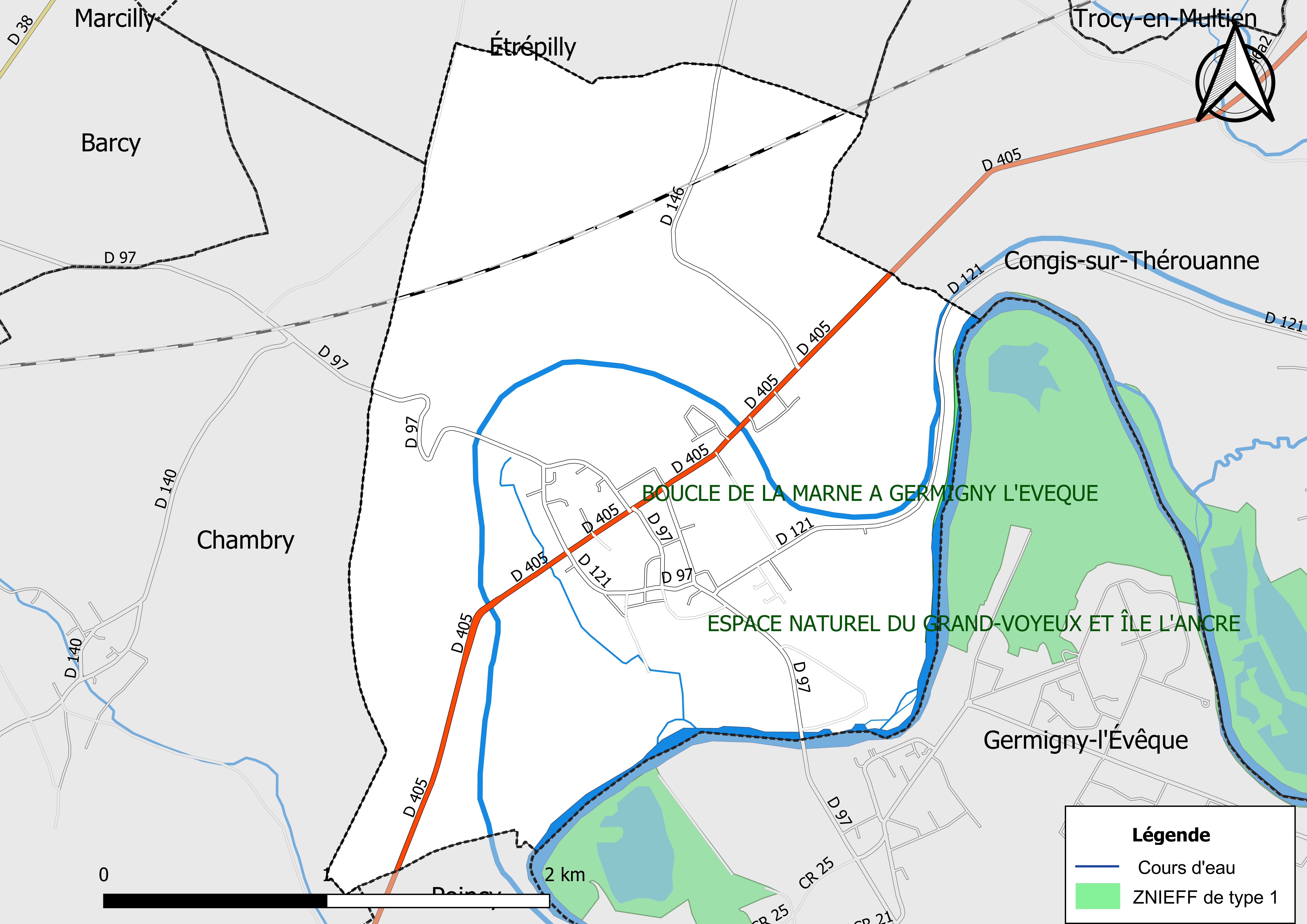
Carte des ZNIEFF de type 1 localisées sur la commune.

L’inventaire des zones naturelles d'intérêt écologique, faunistique et floristique (ZNIEFF) a pour objectif de réaliser une couverture des zones les plus intéressantes sur le plan écologique, essentiellement dans la perspective d’améliorer la connaissance du patrimoine naturel national et de fournir aux différents décideurs un outil d’aide à la prise en compte de l’environnement dans l’aménagement du territoire.
Le territoire communal de Varreddes comprend une ZNIEFF de type 1,,, 
la « Boucle de la Marne à Germigny l'Évêque » (125,4 ha), couvrant 3 communes du département.

## Urbanisme

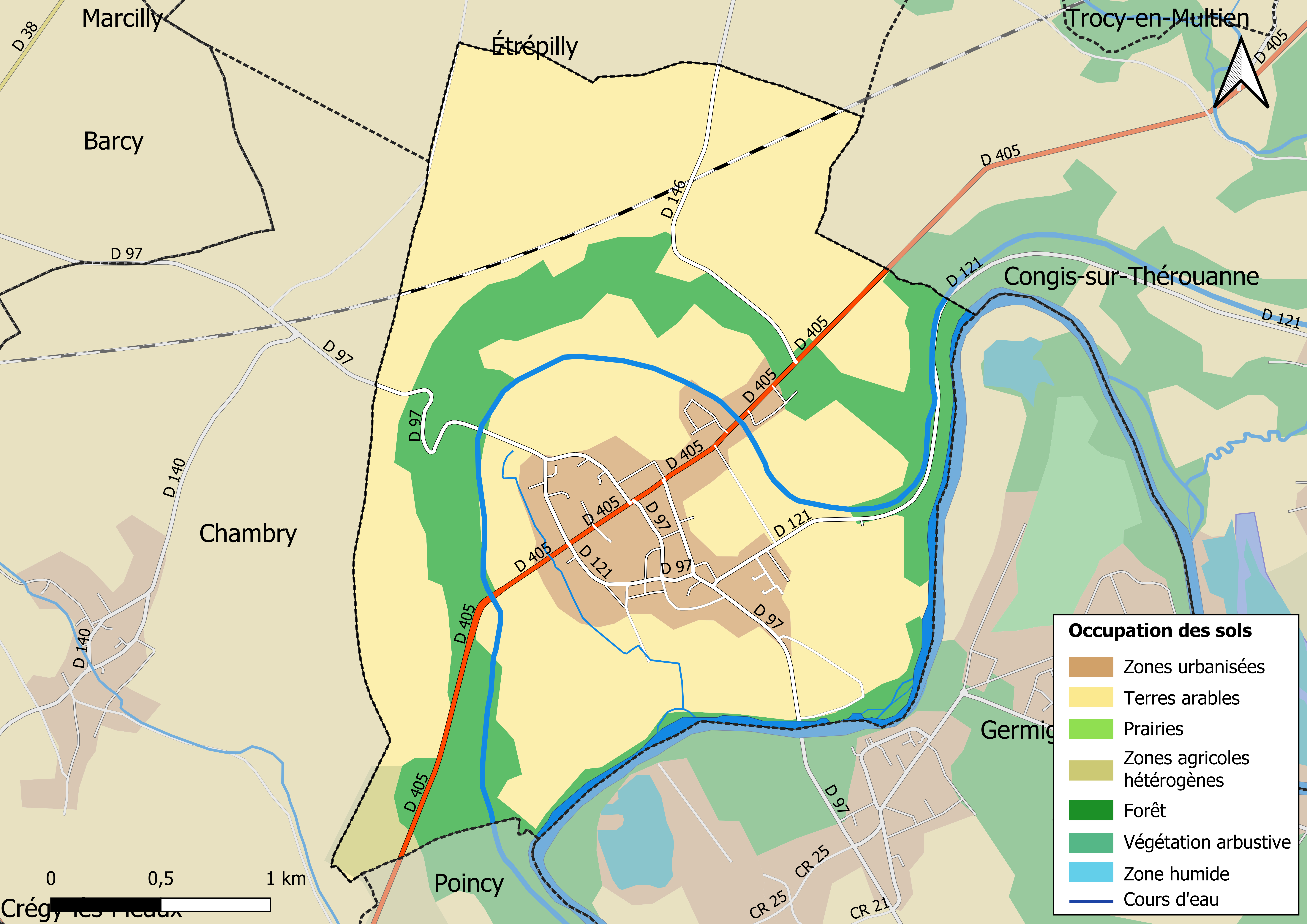
Carte des infrastructures et de l'occupation des sols en 2018 (CLC) de la commune.

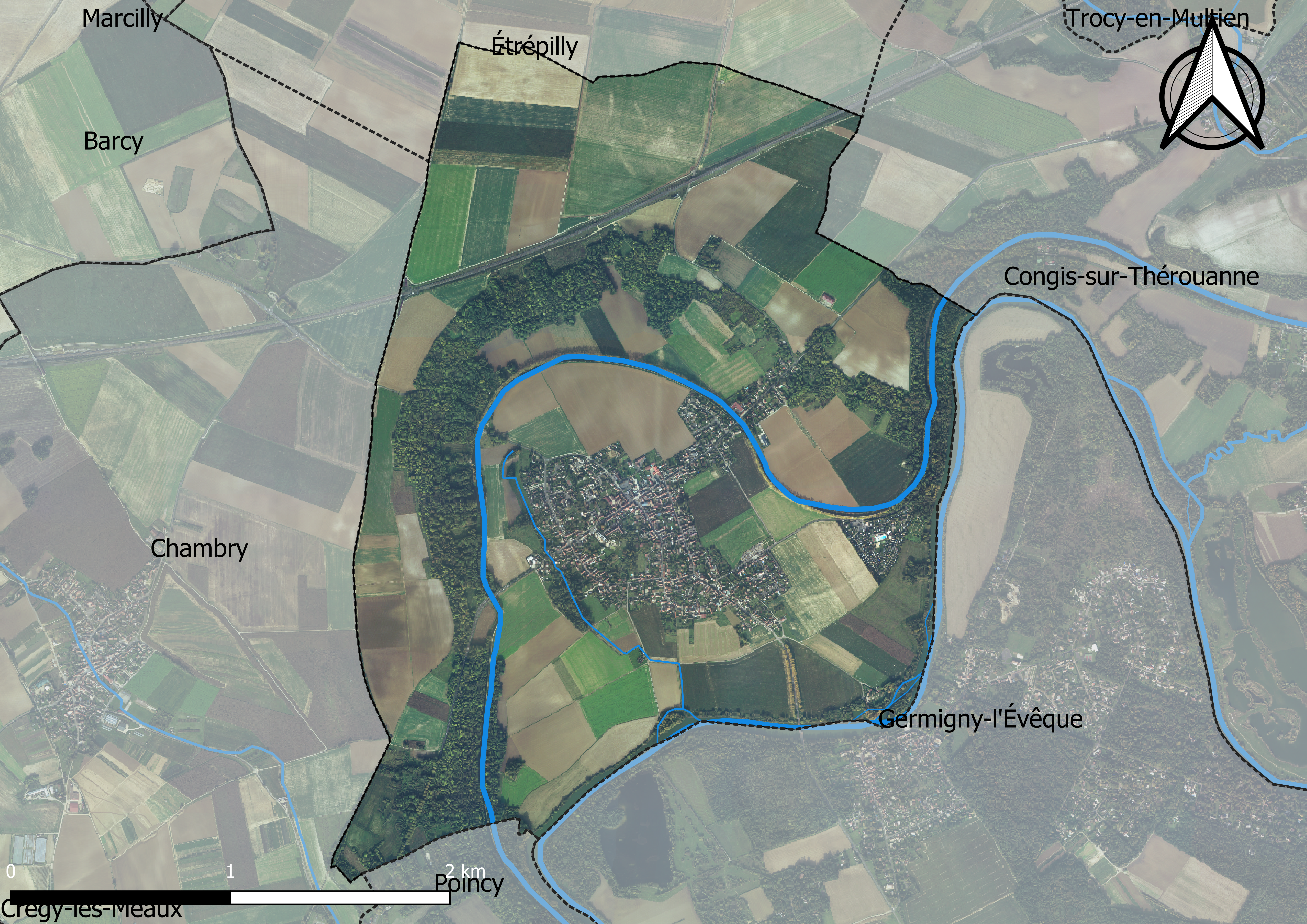
Carte orhophotogrammétrique de la commune.

### Typologie
Au 1er janvier 2024, Varreddes est catégorisée bourg rural, selon la nouvelle grille communale de densité à sept niveaux définie par l'Insee en 2022.
Elle est située hors unité urbaine. Par ailleurs la commune fait partie de l'aire d'attraction de Paris, dont elle est une commune de la couronne,. Cette aire regroupe 1 929 communes,.

### Occupation des sols
L'occupation des sols de la commune, telle qu'elle ressort de la base de données européenne d’occupation biophysique des sols Corine Land Cover (CLC), est marquée par l'importance des territoires agricoles (66,3 % en 2018), en diminution par rapport à 1990 (67,4 %). La répartition détaillée en 2018 est la suivante : 
terres arables (64,9 %), forêts (22,5 %), zones urbanisées (11,2 %), zones agricoles hétérogènes (1,3 %).
Parallèlement, L'Institut Paris Région, agence d'urbanisme de la région Île-de-France, a mis en place un inventaire numérique de l'occupation du sol de l'Île-de-France, dénommé le MOS (Mode d'occupation du sol), actualisé régulièrement depuis sa première édition en 1982. Réalisé à partir de photos aériennes, le Mos distingue les espaces naturels, agricoles et forestiers mais aussi les espaces urbains (habitat, infrastructures, équipements, activités économiques, etc.) selon une classification pouvant aller jusqu'à 81 postes, différente de celle de Corine Land Cover,,. L'Institut met également à disposition des outils permettant de visualiser par photo aérienne l'évolution de l'occupation des sols de la commune entre 1949 et 2018.

### Lieux-dits et écarts
La commune compte 73 lieux-dits administratifs répertoriés consultables ici.

### Habitat et logement
En 2020, le nombre total de logements dans la commune était de 907, alors qu'il était de 812 en 2015 et de 770 en 2010.
Parmi ces logements, 89,6 % étaient des résidences principales, 2 % des résidences secondaires et 8,4 % des logements vacants. Ces logements étaient pour 79,8 % d'entre eux des maisons individuelles et pour 20 % des appartements.
Le tableau ci-dessous présente la typologie des logements à Varreddes en 2020 en comparaison avec celle de Seine-et-Marne et de la France entière. Une caractéristique marquante du parc de logements est ainsi une proportion de résidences secondaires et logements occasionnels (2 %) inférieure à celle du département (3 %) et à celle de la France entière (9,7 %). Concernant le statut d'occupation de ces logements, 72,5 % des habitants de la commune sont propriétaires de leur logement (79 % en 2015), contre 61,8 % pour la Seine-et-Marne et 57,5 pour la France entière.
| Typologie                                               | Varreddes | Seine-et-Marne | France entière |
| ------------------------------------------------------- | --------- | -------------- | -------------- |
| Résidences principales (en %)                           | 89,6      | 90,2           | 82,1           |
| Résidences secondaires et logements occasionnels (en %) | 2         | 3              | 9,7            |
| Logements vacants (en %)                                | 8,4       | 6,8            | 8,2            |

### Planification
La commune, en 2019, avait engagé l'élaboration d'un plan local d'urbanisme.

### Voies de communication et transports
La commune est desservie par quatre lignes du réseau de bus Meaux et Ourcq : 
- 10 (Meaux – Varreddes - Congis-sur-Thérouanne) ;
- Qs (Trilport - Varredes) ;
- R (Meaux - Varreddes Lizy-sur-Ourcq) ;
- S (Meaux - Varreddes - May-en-Multien).

Le territoire communal est traversé au nord par la LGV Est européenne

### Risques naturels et technologiques
La commune est classée en zone de sismicité 1, correspondant à une sismicité très faible.

## Toponymie
Le nom de la localité est mentionné sous les formes Varedae en 1112 ; Warendes vers 1172 ; Ecclesia de Varetarum en 1201 ; Vareddae en 1238 ; Villa de Varedis en 1368 ; Varades en 1494 ; Varette lez Meaulx en 1500 ; Varrèdes en 1801.
Varreddes est issu de va (du latin via), voie (route) et redae, raide.

## Histoire

### Temps modernes
Au milieu du XVIIe siècle, Pierre-Paul Riquet, baron de Bonrepos et ingénieur du canal du Midi, propose d'amener l'Ourcq à Paris par un canal navigable, jusqu'à l'actuelle place de la Nation. Sa mort en 1680 et la disgrâce de son protecteur Colbert firent avorter ce projet au demeurant fort coûteux. On retrouve à Varredes des traces de creusement du lit primitif de ce canal entrepris par Riquet.

### Époque contemporaine
Varreddes est, durant la bataille de la Marne, au cœur des combats. Le 7 septembre 1914, les Allemands arrêtent et retiennent en otages 18 hommes, pour la plupart âgés. Les otages sont ensuite rassemblés dans la cour d’une ferme où ils passeront la nuit. Ils seront ensuite emmenés en Allemagne. Le curé du village, l’abbé Fossin, injustement accusé par les Allemands d’avoir, du haut du clocher de l’église, émis des signaux à l’armée française, est retenu à la mairie du village. Il sera vraisemblablement fusillé dans une grange. Le reste des otages fut emmené dès le lendemain en direction Chauny. Ils embarqueront par wagon pour être déportés vers l’Allemagne[réf. nécessaire].
La commune est décorée de la Croix de guerre 1914-1918 le 29 novembre 1920.

## Politique et administration

### Rattachements administratifs et électoraux

#### Rattachements administratifs
La commune se trouve dans l'arrondissement de Meaux du département de Seine-et-Marne.
Elle faisait partie 1793 à  1975 du canton de Meaux, année où celui-ci est scindé et la commune rattachée au canton de Meaux-Nord. Dans le cadre du redécoupage cantonal de 2014 en France, cette circonscription administrative territoriale a disparu, et le canton n'est plus qu'une circonscription électorale.

#### Rattachements électoraux
Pour les élections départementales, la commune fait partie depuis 2014 du canton de Claye-Souilly
Pour l'élection des députés, elle fait partie de la sixième circonscription de Seine-et-Marne.

### Intercommunalité
Varreddes est membre de la communauté d'agglomération Pays de Meaux, un établissement public de coopération intercommunale (EPCI) à fiscalité propre créé initialement en 2003 et auquel la commune a transféré un certain nombre de ses compétences, dans les conditions déterminées par le code général des collectivités territoriales.

### Liste des maires
| Période                                  | Période                        | Identité                | Étiquette | Qualité                                                              |
| ---------------------------------------- | ------------------------------ | ----------------------- | --------- | -------------------------------------------------------------------- |
| Les données manquantes sont à compléter. |                                |                         |           |                                                                      |
|                                          |                                |                         |           |                                                                      |
| 1892                                     | 1908                           | Ernest Auguste Guilloux |           |                                                                      |
| 1908                                     | 1911                           | Jules Denis             |           |                                                                      |
| 1911                                     | 1919                           | François Liévin         |           |                                                                      |
| 1919                                     | 1923                           | Eugène Guilloux         |           |                                                                      |
| 1923                                     | 1938                           | Maurice Salingre        |           |                                                                      |
| 1938                                     | 1940                           | Jules Sévin             |           |                                                                      |
| 1940                                     | 1941                           | Gustave Favre           |           |                                                                      |
| 1941                                     | 1945                           | Léon Bouché             |           |                                                                      |
| 1945                                     | mars 1965                      | Guy Denis               |           |                                                                      |
| mars 1965                                | mars 1971                      | Victor Blanchard        |           |                                                                      |
| mars 1971                                | 1993                           | Pierre Ménil            |           | Agriculteur                                                          |
| 1993                                     | mars 2014                      | Michelle Sarfati        | DVD       |                                                                      |
| mars 2014                                | novembre 2023                  | Jean-Pierre Ménil       | SE-DVD    | Directeur d’école à la retraite, fils de Pierre Ménil Démissionnaire |
| novembre 2023                            | En cours (au 30 novembre 2023) | Francis Messant         |           | Ingénieur ou cadre technique                                         |

### Tendances politiques et résultats
| Scrutin             | Scrutin             | 1er tour | 1er tour | 1er tour | 1er tour | 1er tour | 1er tour | 1er tour | 1er tour  | 1er tour | 1er tour | 1er tour | 1er tour | 2d tour | 2d tour | 2d tour | 2d tour | 2d tour | 2d tour |
| Scrutin             | Scrutin             | 1er      | 1er      | %        | 2e       | 2e       | %        | 3e       | 3e        | %        | 4e       | 4e       | %        | 1er     | 1er     | %       | 2e      | 2e      | %       |
| ------------------- | ------------------- | -------- | -------- | -------- | -------- | -------- | -------- | -------- | --------- | -------- | -------- | -------- | -------- | ------- | ------- | ------- | ------- | ------- | ------- |
| Présidentielle 2017 | Présidentielle 2017 |          | FN       | 28,08    |          | LR       | 24,65    |          | EM        | 18,69    |          | LFI      | 12,73    |         | EM      | 54,35   |         | FN      | 45,65   |
| Présidentielle 2022 | Présidentielle 2022 |          | RN       | 32,35    |          | LREM     | 24,48    |          | LFI       | 14,45    |          | REC      | 9,24     |         | RN      | 53,06   |         | LREM    | 46,94   |
| Législatives 2022   | 6e                  |          | RN       | 31,82    |          | LR       | 21,59    |          | LFI-Nupes | 17,53    |          | Agir-Ens | 16,40    |         | RN      | 65,13   |         | LFI     | 34,87   |
| Législatives 2024   | 6e                  |          | RN       | 49,04    |          | LR       | 31,16    |          | LFI-NFP   | 17,77    |          | LO       | 2,02     |         | RN      | 66,75   |         | LFI     | 33,25   |

## Équipements et services

### Eau et assainissement
L’organisation de la distribution de l’eau potable, de la collecte et du traitement des eaux usées et pluviales relève des communes. La loi NOTRe de 2015 a accru le rôle des EPCI à fiscalité propre en leur transférant cette compétence. Ce transfert devait en principe être effectif au 1er janvier 2020, mais la loi Ferrand-Fesneau du 3 août 2018 a introduit la possibilité d’un report de ce transfert au 1er janvier 2026,.

#### Assainissement des eaux usées
En 2020, la gestion du service d'assainissement collectif de la commune de Varreddes est assurée par  le CA du Pays de Meaux (CAPM) pour la dépollution. Ce service est géré en délégation par une entreprise privée, dont le contrat arrive à échéance le 17 novembre 2027,,.
L’assainissement non collectif (ANC) désigne les installations individuelles de traitement des eaux domestiques qui ne sont pas desservies par un réseau public de collecte des eaux usées et qui doivent en conséquence traiter elles-mêmes leurs eaux usées avant de les rejeter dans le milieu naturel. Le CA du Pays de Meaux (CAPM) assure pour le compte de la commune le service public d'assainissement non collectif (SPANC), qui a pour mission de vérifier la bonne exécution des travaux de réalisation et de réhabilitation, ainsi que le bon fonctionnement et l’entretien des installations,.

#### Eau potable
En 2020, l'alimentation en eau potable est assurée par  le CA du Pays de Meaux (CAPM) qui en a délégué la gestion à l'entreprise Veolia, dont le contrat expire le 18 novembre 2027,,.
Les nappes de Beauce et du Champigny sont classées en zone de répartition des eaux (ZRE), signifiant un déséquilibre entre les besoins en eau et la ressource disponible. Le changement climatique est susceptible d’aggraver ce déséquilibre. Ainsi afin de renforcer la garantie d’une distribution d’une eau de qualité en permanence sur le territoire du département, le troisième Plan départemental de l’eau signé, le 3 octobre 2017, contient un plan d’actions afin d’assurer avec priorisation la sécurisation de l’alimentation en eau potable des Seine-et-Marnais. À cette fin a été préparé et publié en décembre 2020 un schéma départemental d’alimentation en eau potable de secours dans lequel huit secteurs prioritaires sont définis. La commune fait partie du secteur CCPO.

### Équipements culturels
Une bibliothèque est à la disposition des habitants.
La commune est intégrée dans une chorale-orchestre de qualité et de renommée, dirigée par Bernard Ménil et regroupant plusieurs villages.

## Population et société
Les habitants sont appelés les Varreddois et surnommés les Ravetons en raison de la culture maraîchère qu'on y pratiquait. Le Raveton est aujourd'hui le titre du mensuel d'information diffusé par le conseil municipal.

### Démographie
L'évolution du nombre d'habitants est connue à travers les recensements de la population effectués dans la commune depuis 1793. Pour les communes de moins de 10 000 habitants, une enquête de recensement portant sur toute la population est réalisée tous les cinq ans, les populations de référence des années intermédiaires étant quant à elles estimées par interpolation ou extrapolation. Pour la commune, le premier recensement exhaustif entrant dans le cadre du nouveau dispositif a été réalisé en 2006.

En 2022, la commune comptait 2 166 habitants, en évolution de +11,36 % par rapport à 2016 (Seine-et-Marne : +3,92 %, France hors Mayotte : +2,11 %).
| 1793  | 1800  | 1806  | 1821  | 1831  | 1836  | 1841  | 1846  | 1851  |
| ----- | ----- | ----- | ----- | ----- | ----- | ----- | ----- | ----- |
| 1 261 | 1 244 | 1 270 | 1 242 | 1 310 | 1 238 | 1 211 | 1 163 | 1 169 |

| 1856  | 1861  | 1866  | 1872  | 1876  | 1881  | 1886  | 1891  | 1896 |
| ----- | ----- | ----- | ----- | ----- | ----- | ----- | ----- | ---- |
| 1 061 | 1 063 | 1 060 | 1 060 | 1 028 | 1 048 | 1 014 | 1 018 | 914  |

| 1901 | 1906 | 1911 | 1921 | 1926 | 1931 | 1936 | 1946 | 1954 |
| ---- | ---- | ---- | ---- | ---- | ---- | ---- | ---- | ---- |
| 860  | 815  | 801  | 797  | 742  | 742  | 811  | 795  | 896  |

| 1962 | 1968  | 1975  | 1982  | 1990  | 1999  | 2006  | 2011  | 2016  |
| ---- | ----- | ----- | ----- | ----- | ----- | ----- | ----- | ----- |
| 939  | 1 004 | 1 063 | 1 110 | 1 520 | 1 810 | 1 867 | 1 856 | 1 945 |

| 2021  | 2022  | - | - | - | - | - | - | - |
| ----- | ----- | - | - | - | - | - | - | - |
| 2 121 | 2 166 | - | - | - | - | - | - | - |

### Manifestations culturelles et festivités
Le village de Varreddes compte un grand nombre d'événements en tous genres tout au long de l'année civile :
- plusieurs festivals de danses diverses (jazz, country…) ;
- la fête foraine et son feu d'artifice ;
- la traditionnelle brocante du 1er mai, organisée par l'association Sports et Loisirs ;
- la course de côte de septembre ;
- en octobre, marché rural avec vente de jus de pommes pressées sur la place du village ;
- l'arbre de Noël.

### Sports et loisirs
Le stade de football est situé en bordure du village. Un terrain de tennis était disponible dans le centre du lotissement du Grand Cèdre, il est actuellement désaffecté et inutilisable. Des associations sportives regroupées à l'intérieur de l'association « Sports & Loisirs » animent le village de Varreddes : gymnastique tous âges, danse, VTT, judo, karaté, ping-pong, entre autres.
Un centre aéré est ouvert pendant les vacances scolaires.

## Économie

### Revenus de la population et fiscalité
En 2018, le nombre de ménages fiscaux de la commune était de 791 (dont 67 % imposés), représentant 2 012 personnes et la  médiane du revenu disponible par unité de consommation  de 25 230 euros.

### Emploi
En 2017, le nombre total d’emplois dans la zone était de 310, occupant 920 actifs  résidants.
Le taux d'activité de la population (actifs ayant un emploi) âgée de 15 à 64 ans s'élevait à 70,5 % contre un taux de chômage de 8 %. 
Les 21,4 % d’inactifs se répartissent de la façon suivante : 10,4 % d’étudiants et stagiaires non rémunérés, 6,7 % de retraités ou préretraités et 4,3 % pour les autres inactifs.

### Secteurs d'activité

#### Entreprises et commerces
En 2019, le nombre d’unités légales et d’établissements (activités marchandes hors agriculture. ) par secteur d'activité était de 120 dont 12 dans l’industrie manufacturière, industries extractives et autres, 32 dans la construction, 20 dans le commerce de gros et de détail, transports, hébergement et restauration, 3 dans l’Information et communication, 2 dans les activités financières et d'assurance, 2 dans les activités immobilières, 22 dans les activités spécialisées, scientifiques et techniques et activités de services administratifs et de soutien, 19 dans l’administration publique, enseignement, santé humaine et action sociale et 8  étaient relatifs aux autres activités de services.
En 2020, 24 entreprises ont été créées sur le territoire de la commune, dont 18 individuelles.
Au 1er janvier 2021, la commune ne possédait aucun hôtel  mais un terrain de camping disposant de 260 emplacements.

#### Agriculture
Varreddes est dans la petite région agricole dénommée les « Vallées de la Marne et du Morin », couvrant les vallées des deux rivières, en limite de la Brie. En 2010, l'orientation technico-économique de l'agriculture sur la commune est diverses cultures (hors céréales et oléoprotéagineux, fleurs et fruits).
Si la productivité agricole de la Seine-et-Marne se situe dans le peloton de tête des départements français, le département enregistre un double phénomène de disparition des terres cultivables (près de 2 000 ha par an dans les années 1980, moins dans les années 2000) et de réduction d'environ 30 % du nombre d'agriculteurs dans les années 2010. Cette tendance se retrouve au niveau de la commune où le nombre d’exploitations est passé de 8 en 1988 à 6 en 2010. Parallèlement, la taille de ces exploitations augmente, passant de 75 ha en 1988 à 108 ha en 2010.
Le tableau ci-dessous présente les principales caractéristiques des exploitations agricoles de Varreddes, observées sur une période de 22 ans : 
|                                      | 1988 | 2000 | 2010 |
| ------------------------------------ | ---- | ---- | ---- |
| Dimension économique,                |      |      |      |
| Nombre d’exploitations (u)           | 8    | 6    | 6    |
| Travail (UTA)                        | 13   | 8    | 7    |
| Surface agricole utilisée (ha)       | 601  | 672  | 646  |
| Cultures                             |      |      |      |
| Terres labourables (ha)              | 581  | 671  | 644  |
| Céréales (ha)                        | 380  | 401  | 351  |
| dont blé tendre (ha)                 | 267  | 287  | 251  |
| dont maïs-grain et maïs-semence (ha) | 82   | 55   | 38   |
| Tournesol (ha)                       | s    |      |      |
| Colza et navette (ha)                | 13   | 54   | s    |
| Élevage                              |      |      |      |
| Cheptel (UGBTA)                      | 17   | 0    | 0    |

## Culture locale et patrimoine

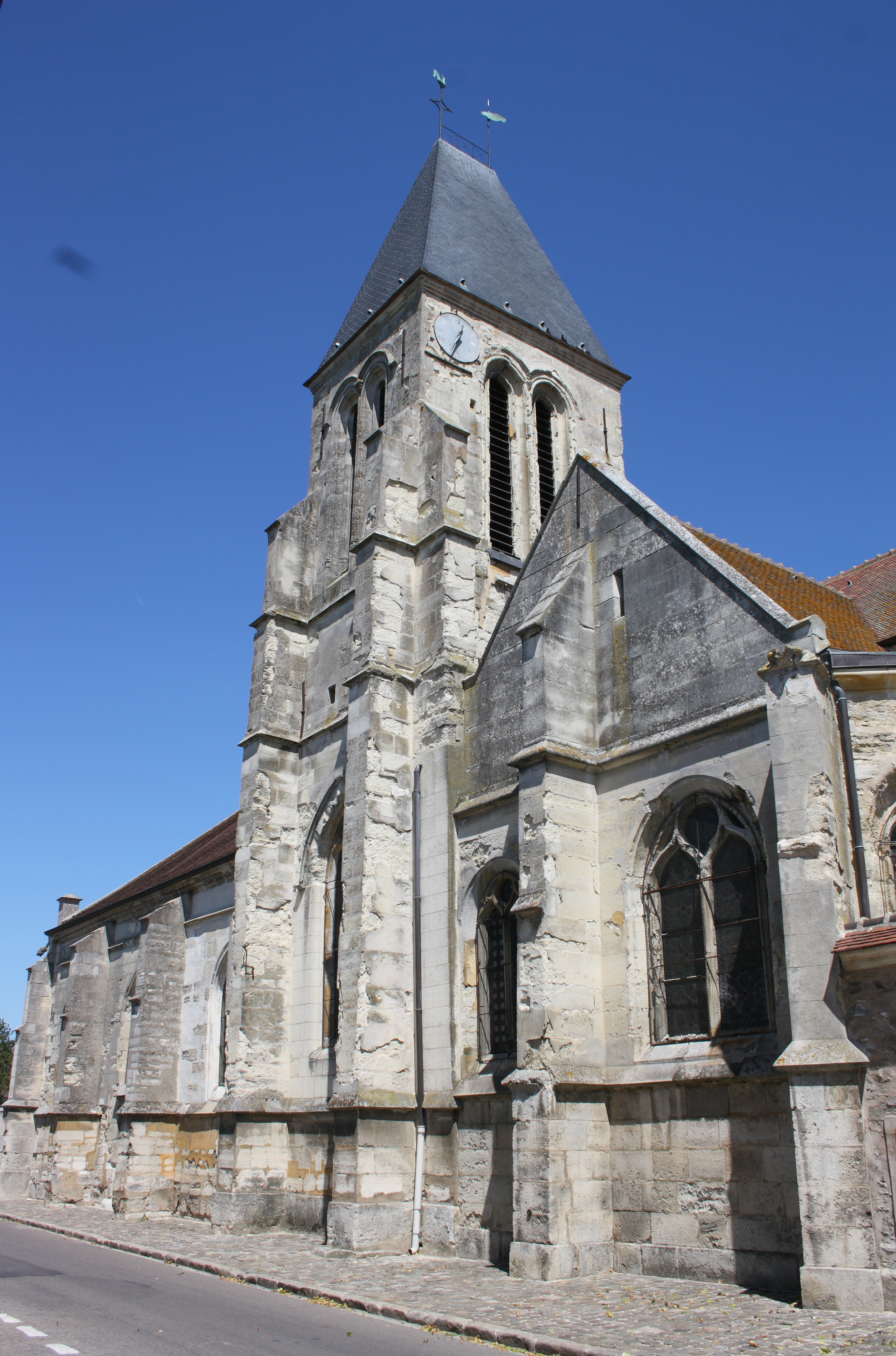
Église Saint-Vincent-et-Saint-Arnould.

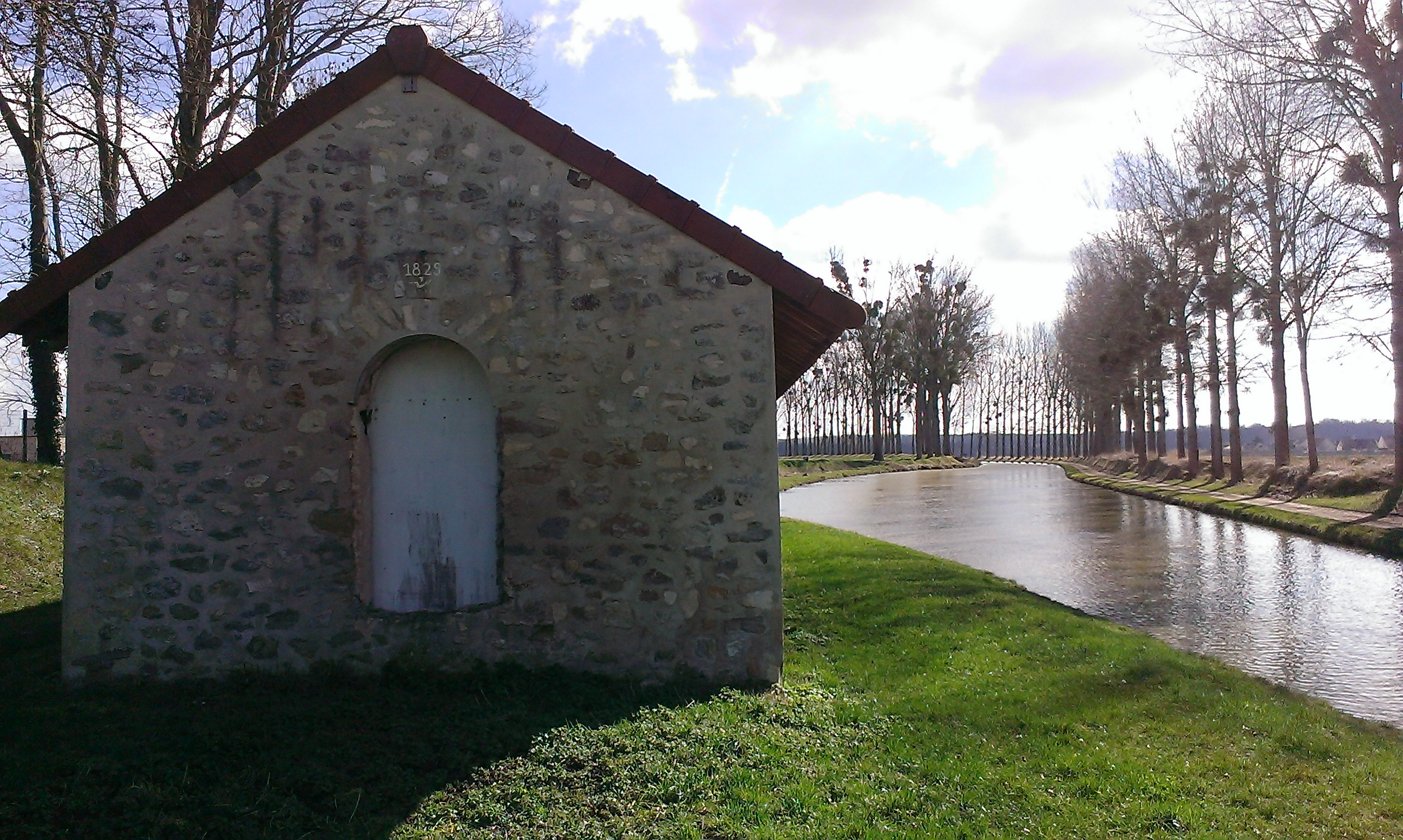
Ancienne gare du canal de l'Ourcq.

### Lieux et monuments
- La Maladrerie, ancienne léproserie de Meaux, restaurée après qu'elle a brûlé.
- Église Saint-Vincent-et-Saint-Arnould (XIIIe - XVIe siècle).
- Île aux Bœufs.

### Personnalités liées à la commune
- Jean-Victor Frond (1821-1881)  photographe et éditeur, mort à Varreddes.
- Jeanne Hébuterne (1898-1920), peintre, compagne de Modigliani.

## Pour approfondir